# Херменешть
Херменешть, Херменешті (рум. Hărmănești) — комуна у повіті Ясси в Румунії. До складу комуни входять такі села (дані про населення за 2002 рік):
- Болдешть (378 осіб)
- Херменештій-Векі (1135 осіб) — адміністративний центр комуни
- Херменештій-Ной (728 осіб)

Комуна розташована на відстані 320 км на північ від Бухареста, 60 км на захід від Ясс.

## Населення
У 2009 року у комуні проживала 2401 особа.

## Зовнішні посилання
- Дані про комуну Херменешть на сайті Ghidul Primăriilor